# Huanacuni
Huanacuni (possiblement de l'aimara, wanaku, wanaqu guanac) és una muntanya de la serralada d'Apolobamba, als Andes de Bolívia. Té una altura de 5.796 msnm. Es troba al Departament de La Paz, a l'est de la llacuna Cololo i al nord-oest del Qala Phusa.